# Gaztelugatxeko Doniene / San Juan de Gaztelugatxe
Gaztelugatxeko Doniene / San Juan de Gaztelugatxe este o arie protejată (arie specială de conservare — SAC, sit de importanță comunitară — SCI) din Spania întinsă pe o suprafață de 157,76 ha, integral pe uscat.

## Localizare
Centrul sitului Gaztelugatxeko Doniene / San Juan de Gaztelugatxe este situat la coordonatele 43°26′52″N 2°46′38″W / 43.4478°N 2.7773°V.

## Înființare
Situl Gaztelugatxeko Doniene / San Juan de Gaztelugatxe a fost declarat sit de importanță comunitară în decembrie 1997 pentru a proteja 34 de specii de animale. Situl a fost protejat și ca arie specială de conservare în iunie 2013.

## Biodiversitate
Situată în ecoregiunile atlantică și marină Atlantică, aria protejată conține 9 habitate naturale: Faleze cu vegetație de pe coastele atlantice și baltice, Păduri de stejar galițio-portugheze cu Quercus robur și Quercus pyrenaica, Bancuri de nisip acoperite în permanență slab de apă marină, Pajiști uscate atlantice de coastă cu Erica vagans, Pajiști uscate europene, Recifuri, Păduri de Quercus ilex și Quercus rotundifolia, Lande oro-mediteraneene cu formațiuni endemice de grozamă, Pajiști uscate seminaturale și facies de acoperire cu tufișuri pe substraturi calcaroase (Festuco-Brometalia) (* situri importante pentru orhidee).
La baza desemnării sitului se află mai multe specii protejate de  păsări (34): alca (Alca torda), Calonectris diomedea, chirichița cu obraz alb (Chlidonias hybrida), chirighiță neagră (Chlidonias niger), cufundar polar (Gavia arctica), cufundar mare (Gavia immer), cufundar mic (Gavia stellata), pescăriță râzătoare (Gelochelidon nilotica), scoicar (Haematopus ostralegus), Hydrobates leucorhous, Hydrobates pelagicus, Hydrocoloeus minutus, pescăriță mare (Hydroprogne caspia), Larus argentatus, pescăruș negricios (Larus fuscus), Larus marinus, pescăruș-cu-cap-negru (Larus melanocephalus), Larus michahellis, pescăruș râzător (Larus ridibundus), rață neagră (Melanitta nigra), Mergus serrator, Phalacrocorax aristotelis, cormoran mare (Phalacrocorax carbo), codroșul de pădure (Phoenicurus phoenicurus), Puffinus mauretanicus, Puffinus puffinus, Rissa tridactyla, eider (Somateria mollissima), chiră de baltă (Sterna hirundo), Sterna paradisaea, chiră mică (Sternula albifrons), silvie de tufiș (Sylvia undata), chiră de mare (Thalasseus sandvicensis), Uria aalge
Pe lângă speciile protejate, pe teritoriul sitului au mai fost identificate 2 specii de plante, 3 specii de păsări, 3 specii de mamifere, 1 specie de reptile.